# Marvin Schulz
Marvin Schulz (Mülheim, 15 de janeiro de 1995) é um futebolista profissional alemão que atua como defensor.

## Carreira
Marvin Schulz começou a carreira no Borussia Mönchengladbach.